# Шишкин, Иван Степанович
Иван Степанович Шишкин (1818/1821 — после 25 мая 1873 года) — землемер Сибирского удельного ведомства в гавани Находка (1867—1873).
После создания Сибирского удельного ведомства (1867) и назначения Г. В. Фуругельма управляющим удельными землями (22 апреля 1868 года), управляющий нашёл среди чиновников департамента уделов в Петербурге желающих занять должности бухгалтера, землемера, лекаря и фельдшера для службы в Находке. После изучения списков чиновников Фуругельм остановился на коллежском советнике Иване Степановиче Шишкине, который был временно оставлен на службе с 1865 года. У Шишкина была семья — жена Анна Михайловна и сын Сильвестр, которому было 17 лет. Получив предложение о переезде, Шишкин пообещал посоветоваться с домашними. Через несколько дней он согласился на переезд сроком на три года. Семью он с собой не взял. 31 марта 1868 года Шишкин был зачислен землемером в Сибирское удельное ведомство.
23 июня 1867 года Шишкин вместе с медиком А. И. Кунце и фельдшером М. И. Ивановым выехали к месту назначения. Когда Фуругельм в начале октября он приехал в Иркутск — резиденцию генерал-губернатора Восточной Сибири М. С. Корсакова, здесь уже находились Шишкин и Кунце. В январе 1869 года Шишкин и Кунце прибыли во
Владивосток. 28 мая 1869 в Шишкин, Иванов и секретарь и бухгалтер Н. А. Крюков на попутном судне добрались в Находку. На месте Шишкин занялся съёмкой местности и созданием плана будущей фактории. В ноябре 1869 года Шишкин провёл межевание участка у мыса Астафьева для возведения жилого дома О. В. Линдгольма — дачи «Находка». 28 октября 1871 года Шишкин был командирован для осмотра хода дел у крестьян, поселившихся на Сучане.
После смерти Г. Фуругельма 30 апреля 1871 года руководство перешло к «триумвирату» из чиновников удельного управления — Н. А. Крюкову, И. С. Шишкину и А. И. Кунце. 25 мая 1873 года была завершена передача удельного имущества морскому ведомству, чиновники отбыли через Сибирь в Петербург. По дороге домой И. С. Шишкин умер.